# PC-98
A PC-98 a NEC Corporation által gyártott  PC-9800 modellsorozatú ( PC-9800シリーズ; Hepburn:  Pī Shī Kyūsen Happyaku Shirīzu) személyi számítógépeinek közkeletű rövid megnevezése. A japán piacra szánt termékeket 1982 és 2003 között gyártották és összesen mintegy 18 millió darabot adtak el belőlük. Az NEC gyakorlatilag egyeduralkodó volt és csak lassan tudtak Japánon kívüli gyártók betörni a szigetország PC-piacára.

## Történet
1982 tavaszán a NEC 16-bites személyi számítógépek fejlesztésével megbízott részlege (Information Processing Group) kezdte meg "N-10 Project" kódnéven a PC-9801 prototípusának fejlesztését, mely júliusra készült el. A csoport úgy ítélte meg, hogy a piaci terjeszkedéshez elengedhetetlen lesz külső fejlesztők bevonása is. 50–100 közötti darab prototípust, a hozzá tartozó műszaki leírással, biztosítottak ingyenesen független cégek számára.
A PC-9801-re keresztelt, 5 MHz órajelen üzemelő 8086 processzort tartalmazó első 16-bites modell 1982 októberében jelent meg. A japán kandzsi írásjelek megjelenítésére külön dedikált VRAM memóriával rendelkezett, továbbá magukat az írásjeleket speciális betűkészlet (font) ROM tartalmazta, melyet először külön lehetett a géphez megvásárolni, majd a későbbi PC-9801 sorozatú modellekben már gyári tartozék volt. A gép két egyedi grafikus vezérlőt tartalmazott, egyet a szöveges, egyet pedig a grafikus megjelenítésre. A maximális grafikus felbontás 640x400 pixel volt és egyszerre 8 különböző szín megjelenítésére volt alkalmas.
A NEC mellett a Fujitsu, a Sharp és az MSX tudott még labdába rúgni, de 10 éven keresztül a PC-98 különféle 16/32-bites modelljei uralták a szigetországi PC-eladásokat. A NEC 1987-ben a japán piac 90 %-át birtokolta. A PC-9801 sorozatnak elkészítették az exportra szánt, alapvetően üzleti célú változatát is NEC APC (Advenced Personal Computer) néven, melyet négyféle változatban (APC – APC IV) 1982 és 1987 között forgalmaztak. A változatok közül csak az utolsó, az APC IV típus volt teljesen IBM PC kompatibilis, az előzőek több-kmevesebb tekintetben eltértek attól és nem minden IBM PC-re írt szoftver futott rajtuk (főként az eltérő buszrendszer és perifériák miatt). Az MS-DOS módosított változata mellett a NEC saját fejlesztésű UNIX System III átirata, a PC-UX, majd a PC-UX/V operációs rendszer is elérhető volt.
A markáns dominancia okaként általában azt jelölik meg, hogy az 1980-as évek elején forgalmazott IBM PC-k 320x200 pixeles felbontású CGA megjelenítője 8x8 pixeles karaktereket volt képes kezelni és 4 színt tudott egyszerre használni a képernyőn, így a két bájton és minimum 20x20 pixelen kódolt ezernyi japán írásjel megjelenítésére ezek a számítógépek és operációs rendszereik nem voltak alkalmasak. 1990-ben azonban megjelent a DOS/V, mely VGA grafikus kártyával szerelt IBM-kompatibilis PC-ken szoftveresen valósította meg a japán nyelvű szöveges megjelenítést, de ugyanebben az évben dobta piacra az Apple Japan a KanjiTalk 6-ot is.
A NEC a fokozódó verseny kihívására 1993 elején olcsóbb PC-98 modellek piacra dobásával válaszolt, hiszen gombamód elszaporodtak a nyugati PC-klónok, melyek leszorították mind a modellek, mind az alkatrészek árait. A NEC fokozatosan közelített az egyedi megoldásaitól a teljesen IBM PC-kompatibilis, szabványos termékekig. Először a processzorokat cserélték le Intel gyártmányokra, majd az egyedi floppy-meghajtó következett, végül az IDE busz, a SIMM memória és az USB is a rendszer része lett.
A NEC honi dominanciáját végül a Windows 95 megjelenése törte meg. A NEC már az új operációs rendszer fejlesztése során mérnököket küldött a Microsofthoz, hogy áthidalják az architektúra eltéréseiből fakadó inkompatibilitásokat. A PC-98 gépek egyedi IRQ, I/O és C-Bus rendszerei hardver-illesztőprogramok, illetve külön hardver absztrakciós réteg kifejlesztését igényelték, mely üzletileg jelentős pluszköltséget jelentett a vállalatnak. Ezek után a NEC – még mindig vezető – piaci részesedése 32 %-ra esett 1996-ra.
A cég 1997-ben bemutatta a PC 97 Hardware Design Guide irányelveit követő, teljesen Windows-kompatibilis PC98-NX modellsorozatát, majd 2000-ben az utolsó PC-98 terméket, a PC-9821Ra43 modellt. A terméksorozat gyártása 2003 őszén fejeződött be, az utolsó szállítások pedig 2004 márciusában zárultak.

## Modellek
Részleges lista (1992–2000 közötti modellek, illetve notebookok nélkül).
| Modell                          | CPU                         | Év   | Jellemzők | Egyéb                                                                                              |
| ------------------------------- | --------------------------- | ---- | --- | -------------------------------------------------------------------------------------------------- |
| PC-9801                         | 8086 @ 5 MHz                | 1982 | 128 KB RAM, 6 C-bus foglalat, nagy DIN billentyűzet csatlakozó | 640×400 8 szín, 2 külső 8" floppy meghajtó (opcionális)                                            |
| PC-9801E                        | 8086-2 @ 5 vagy 8 MHz       | 1983 | Lényegében ugyanaz, mint a PC-9801, ASIC IC-k, mini DIN billentyűzet csatlakozó | 2 külső 8" floppy meghajtó (opcionális)                                                            |
| PC-9801F                        | 8086-2 @ 5 vagy 8 MHz       | 1983 | JIS-kódolású kandzsi karakterkészlet ROM (1-es szintű); F1 és F2 128KB RAM-mal szerelt; F3 256 KB RAM-mal és 10 MB HDD | belső 2DD (640KB/720KB) 5.25" floppy meghajtó                                                      |
| PC-9801M                        | 8086-2 @ 5 vagy 8 MHz       | 1984 | bus mouse interfésszel szerelt | M1: 2 belső 2HD (1.2 MB) 5.25" floppy meghajtó; M2: 1 belső 2HD 5.25" floppy meghajtó és 20 MB HDD |
| PC-9801U                        | NEC V30 @ 8 MHz             | 1985 | JIS karakter ROM (1-es és 2-es szintű) | 2 2DD 3.5" floppy meghajtó                                                                         |
| PC-9801VF                       | NEC V30 @ 8 MHz             | 1985 | 256 KB RAM, GRCG (GRaphic CharGer) | 2 2DD 5.25" floppy meghajtó 640×400 8 szín (16 szín opcionális) 4096 színű palettából              |
| PC-9801VM                       | NEC V30 @ 10 MHz            | 1985 | 384 KB RAM, GRCG | 2 2HD/2DD 5.25" floppy meghajtó 640×400 8 szín (16 szín opcionális) 4096 színű palettából          |
| PC-9801UV                       | NEC V30 @ 8 vagy 10 MHz     | 1986 | integrált hang, GRCG; UV2 384 KB RAM-mal; UV21 640 KB RAM-mal; UV11 45%-kal kisebb, mint az UV21 és 73%-kal kisebb fogyasztású | 2 2HD/2DD 3.5" floppy meghajtó                                                                     |
| PC-9801VX                       | 80286 @ 8 vagy 10 MHz       | 1986 | 640 KB RAM, EGC (Enhanced Graphic Charger) | 640×400 16 szín 4096 színű palettából; VX4/WN MS-DOS 3.1 és Windows 1.0 szoftverekkel              |
| PC-9801UX                       | 80286 @ 10 MHz              | 1987 | alaplapi 26K hang, EGC | 2 2HD/2DD 3.5" floppy meghajtó                                                                     |
| PC-9801RA                       | 80386DX @ 16 vagy 20 MHz    | 1988 | a 9801VX-hez képest 12%-kkal kisebb, zajcsökkentés miatt burkolt floppy meghajtó | 2 2HD/2DD 5.25" floppy meghajtó                                                                    |
| PC-9801RS                       | 80386SX @ 16 MHz            | 1989 | | 2 2HD/2DD 5.25" floppy meghajtó                                                                    |
| PC-9801RX                       | 80286 @ 12 MHz              | 1988 | | 2 2HD/2DD 5.25" floppy meghajtó                                                                    |
| PC-9801ES                       | 80386SX @ 16 MHz            | 1989 | ES2: HDD nélkül; ES5: 40MB HDD | 2 2HD/2DD 3.5" floppy meghajtó                                                                     |
| PC-9801EX                       | 80286 @ 12 MHz              | 1989 | alaplapi 26K hang | 2 2HD/2DD 3.5" floppy meghajtó                                                                     |
| PC-9801DA,DA/U                  | 80386DX @ 20 MHz            | 1990 | alaplapi 26K hang | /U 3.5" floppy meghajtóval egyébként 5.25" floppy meghajtóval                                      |
| PC-9801DS,DS/U                  | 80386SX @ 16 MHz            | 1990 | alaplapi 26K hang | /U 3.5" floppy meghajtóval egyébként 5.25" floppy meghajtóval                                      |
| PC-9801DX,DX/U                  | 80286 @ 12 MHz              | 1991 | alaplapi 26K hang | /U 3.5" floppy meghajtóval egyébként 5.25" floppy meghajtóval                                      |
| PC-9801FA,FA/U                  | 80486SX @ 16 MHz            | 1992 | alaplapi 26K hang | F = egyedi memóriabővítő foglalat                                                                  |
| PC-9801FS,FS/U                  | 80386DX @ 16 MHz            | 1992 | alaplapi 26K hang | |
| PC-9801FX,FX/U                  | 80386SX @ 16 MHz            | 1992 | alaplapi 26K hang | |
| PC-9821                         | Intel 80386SX               | 1992 | 3.6 MB of RAM, CD-ROM, alaplapi hang | 40 MB HDD, 640x480 256 szín, Windows 3.0A előtelepítve                                             |
| PC-9821Ap                       | 80486DX2 @ 66 MHz           | 1993 | 3.6 MB RAM, alaplapi hang, 1.44 MB 3.5" floppy meghajtó támogatás | HDD: nincs vagy 120-510 MB (IDE), 640×480 256 szín, MS-DOS 5.0A-H előtelepítve                     |
| PC-9801BA                       | 80486DX @ 40 MHz            | 1993 | 1.6 – 3.6 MB RAM, PC-9801-86 hangkártya (opcionális), 1.44 MB 3.5" floppy meghajtó támogatás | HDD: nincs vagy 80 MB (IDE), MS-DOS 5.0A-H előtelepítve                                            |
| PC-9821Ce                       | 80486SX @ 25 MHz            | 1993 | Lényegében ugyanaz, mint a PC-9821 | Windows 3.1 előtelepítve                                                                           |
| PC-9821Af                       | Pentium @ 60 MHz            | 1993 | 7.6 MB RAM, max. 79.6 MB, 72-tűs SIMM, S3 928 2D videókártya | 510 MB HDD, Windows 3.1 előtelepítve                                                               |
| PC-9821Cx                       | 80486SX @ 33 MHz            | 1994 | | MS-DOS 6.2/Windows 3.1 előtelepítve                                                                |
| PC-9821Cf                       | Pentium @ 60 MHz            | 1994 | | beépített TV tuner, MS-DOS 5.0A-H/Windows 3.1 előtelepítve                                         |
| PC-9821Xa                       | Pentium @ 90 MHz            | 1994 | 7.6 MB RAM, 1x – 4x CD-ROM meghajtó, Matrox MGA-II videókártya, 2x PCI, Plug and Play C-bus, Windows Sound System hang | HDD: 270 – 1000 MB                                                                                 |
| PC-9821Cx2                      | Pentium @ 75 MHz            | 1995 | 4x CD-ROM | 850 MB HDD, beépített TV tuner, MS-DOS 6.2/Windows 3.1 előtelepítve                                |
| PC-9821Cx3 (98Multi Canbe)      | Pentium @ 100 MHz           | 1995 | Yamaha DB60XG leánykártya | Windows 95 előtelepítve                                                                            |
| PC-9821 Valuestar V (V166-V233) | Pentium MMX @ 166 – 233 MHz | 1997 | 8x – 20x CD-ROM, vagy 2x CD-R, vagy DVD-ROM, 32 MB RAM, Matrox Mystique 3D gyorsító kártya, 3 – 6 GB HDD, 2x USB port | Windows 95 OSR2.1 előtelepítve                                                                     |
| PC-9821 Cereb (C166-C233)       | Pentium MMX @ 166 – 233 MHz | 1997 | 28 inch (C200 modell) vagy opcionális 32" műholdvevő Hi-Vision TV monitor, 3 vagy 4 GB HDD, VideoLogic Apocalypse 3D 3D gyorsító (C166 modell), DVD és MPEG-2 dekóder (C200/V és C233/V modell), beépített TV tuner, 13x CD-ROM vagy DVD-ROM, 32 MB RAM, 2x USB port (C233 modell) | Windows 95 OSR2.1 előtelepítve                                                                     |
| PC-9821Ra43                     | Celeron @ 433 MHz           | 2000 | 24x CD-ROM, 32 MB RAM, 8 GB HDD | az utolsó modell                                                                                   |